# 德屬索馬里
德屬索馬里（德語：Deutsch-Somalia）未被德意志帝國實際建立過。從1885年到1890年，德國在索馬里海岸進行了小規模殖民。德國1885年和1886年，為了獲得威圖蘭以北的地區，德國東非公司的代表與索馬里沿海城市的當地統治者簽署了友好和保護條約。但是同時期的歐洲列強也參與了當地的殖民，1840年，英國侵入索馬里北部；1887年宣佈該地為其保護地。1889年意大利王國進佔中部，至1925年整個中、南部淪為意屬殖民地。德國同英國（1888年）和意大利（1890年）簽訂條約，放棄了其在索馬里的權益。